# 漆原和子
漆原 和子（うるしはら かずこ、1943年3月26日 - ）は、日本の地理学者。法政大学名誉教授。専門は自然地理学。

## 略歴
岩手県に生まれる。1965年に法政大学文学部地理学科を卒業し、1971年に法政大学大学院人文科学研究科博士課程を単位取得後退学する。1965年、法政大学文学部地理学教室実験助手（-1975年）、1974年にユーゴスラビア・リュブリャナ大学地理学教室にて研究する。1975年に足利工業大学共通課程助手に就任し、講師、助教授に就任する。1983年、筑波大学で理学博士を取得する。1984年に駒澤大学文学部自然科学教室助教授、1990年に教授に就任する。1999年に法政大学文学部地理学教室教授に就任。また、1988年からIGU（国際地理学連合）のカルスト地域の環境変化研究グループ常任委員を務める。2013年、定年退官。

## 受賞等
2006年、ブカレスト大学から名誉教授を授与され、ルーマニア地理学会賞を受賞する。

## 著書

### 単著
- 『石垣が語る風土と文化-屋敷囲いとしての石垣』（古今書院、2008）

### 共著
- 『自然環境の生い立ち-第四紀と現在』（朝倉書店、1979）
- 『土壌地理学-その基本概念と応用』（古今書院、1990）
- 『熱い自然-サンゴ礁の環境誌』（古今書院、1990）
- 『雲南フィールドノート』（古今書院、1993）
- 『熱帯中国-自然そして人間』（古今書院、1997）
- 『図説 世界の地域問題』（ナカニシヤ出版、2007）
- 『エルニーニョ・ラニーニャ現象-地球環境と人間社会への影響-』（成山堂書店、2010）

### 共訳
- 『世界の土壌』Edwin Michael Bridges（古今書院、1990）

### 編集
- 『カルスト-その環境と人びとのかかわり』（大明堂、1996）